# Zdziary Upłaziańskie

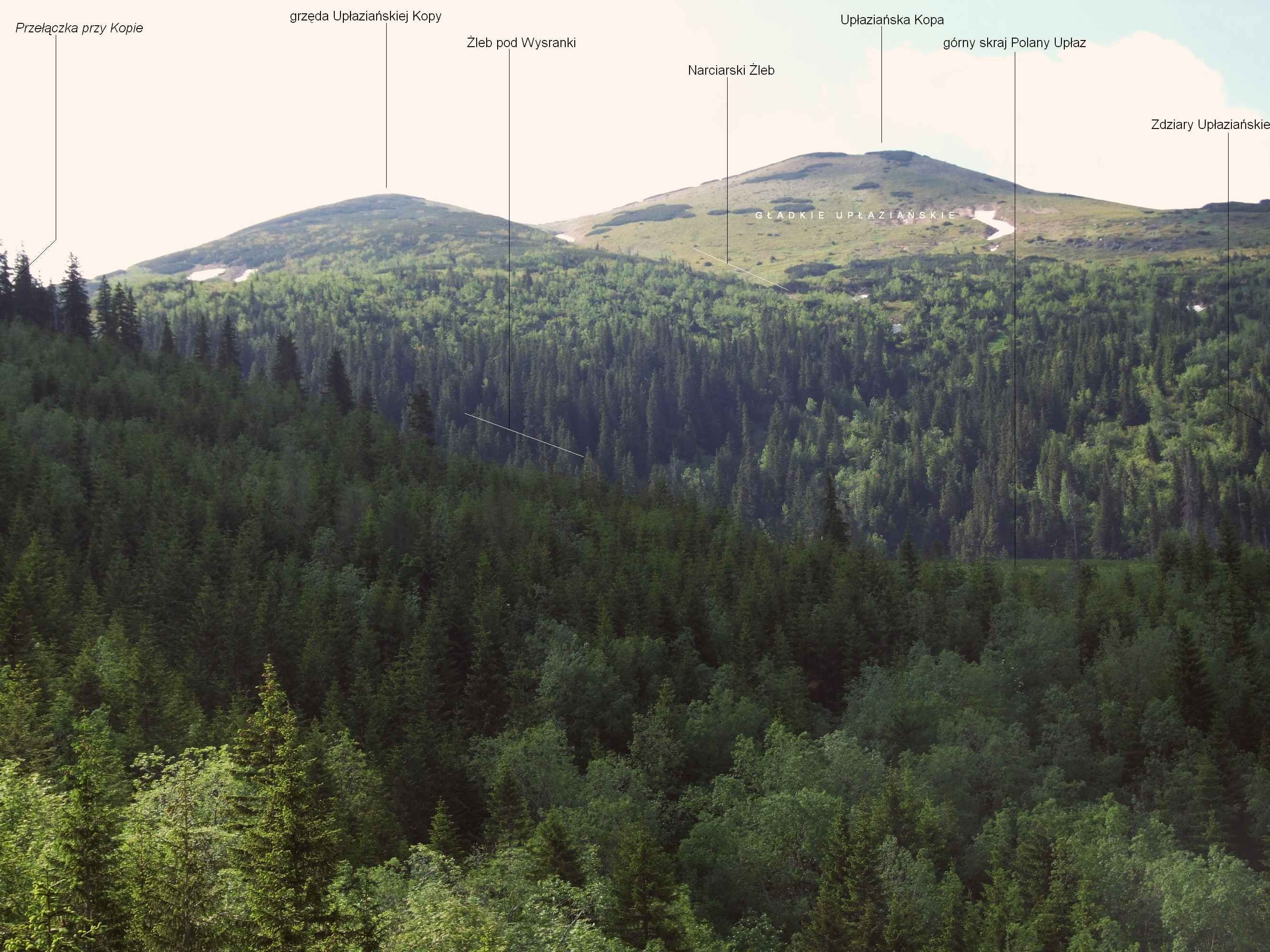
Widok z Upłaziańskiego Wierszyka

Zdziary Upłaziańskie – górna część orograficznie lewych zboczy Żlebu pod Wysranki w polskich Tatrach Zachodnich (dolna część to Wysranki). Są to północno-wschodnie zbocza Organów. Są dołem zalesione, górą porośnięte kosodrzewiną. Zbudowane są ze skał dolomitowo-wapiennych, a podłoże takie sprzyja zjawiskom krasowym. W zboczu występują pojedyncze skałki i żlebki w formie płytkich kanionów, m.in. Skalnisty Żlebek z wodospadem Sikawka. Są tutaj też wyloty jaskiń. Najbardziej znane z nich to Jaskinia Zakopiańska i Jaskinia Czarna. Jesienią jelenie odbywają tutaj rykowiska.
Nazwa podana jest na cytowanej mapie, używana też w starszych opracowaniach. Wielka encyklopedia tatrzańska nie wymienia jej. Władysław Cywiński w swoim szczegółowym przewodniku Tatry opisuje te zbocza, nie używając jednakże nazwy Zdziary Upłaziańskie. Ostatnio całe zbocze określa się jedną nazwą – Wysranki.